# 凱薩琳·佩吉
凱薩琳·佩吉（Catherine Pegge，1635年—1678年），是英格蘭查理二世的王室情婦。

## 生平
凱薩琳·佩吉是湯瑪斯·佩吉與凱薩琳·奈騰的女兒。英國內戰時佩吉全家逃至布魯日，她在布魯日與查理二世開始連絡，1657年生下查理二世的私生子第一任普利茅茲伯爵。